# Liceo Chateaubriand (Roma)
Il liceo Chateaubriand (in francese Lycée Chateaubriand) è un'istituzione scolastica di lingua francese in Italia sotto la gestione diretta dell'Agenzia francese per l'istruzione all'estero.
Fu istituita nel 1903 e conta, al 2022, circa 1500 studenti di ogni ordine e grado.

## Il complesso
La scuola trova ubicazione in tre diversi complessi.
Le classi dalla materna fino alla terza media sono ospitate a villa Strohl Fern dentro villa Borghese; a villa Malpighi, nella via omonima, si trova la classe equivalente alla prima liceo; a Villa Patrizi, in via di Villa Patrizi, si trovano gli ultimi tre anni di liceo, in cui si consegue il baccalauréat (di cui essa è la sede).
Il 4 novembre 1949 si è gemellato con l'Istituto statale italiano Leonardo Da Vinci di Parigi.

## Lochateaubrianais
Tra gli alunni italiani e gli alunni di estrazione francofona si è sviluppato l'uso di un pidgin chiamato «chateaubrianais», composto da parole italiane francesizzate e viceversa.

## Controversie
Nonostante le alte rette, nel 2000 alcuni locali della scuola erano sforniti sia di palestre sia di scale antincendio.